# Pont-l'Abbé
Pont-l'Abbé (Pont-n'Abad en bretón) es un municipio francés del departamento de Finisterre, en la región de la Bretaña. Es la capital de la comarca de Bigouden.

## Enlaces externos

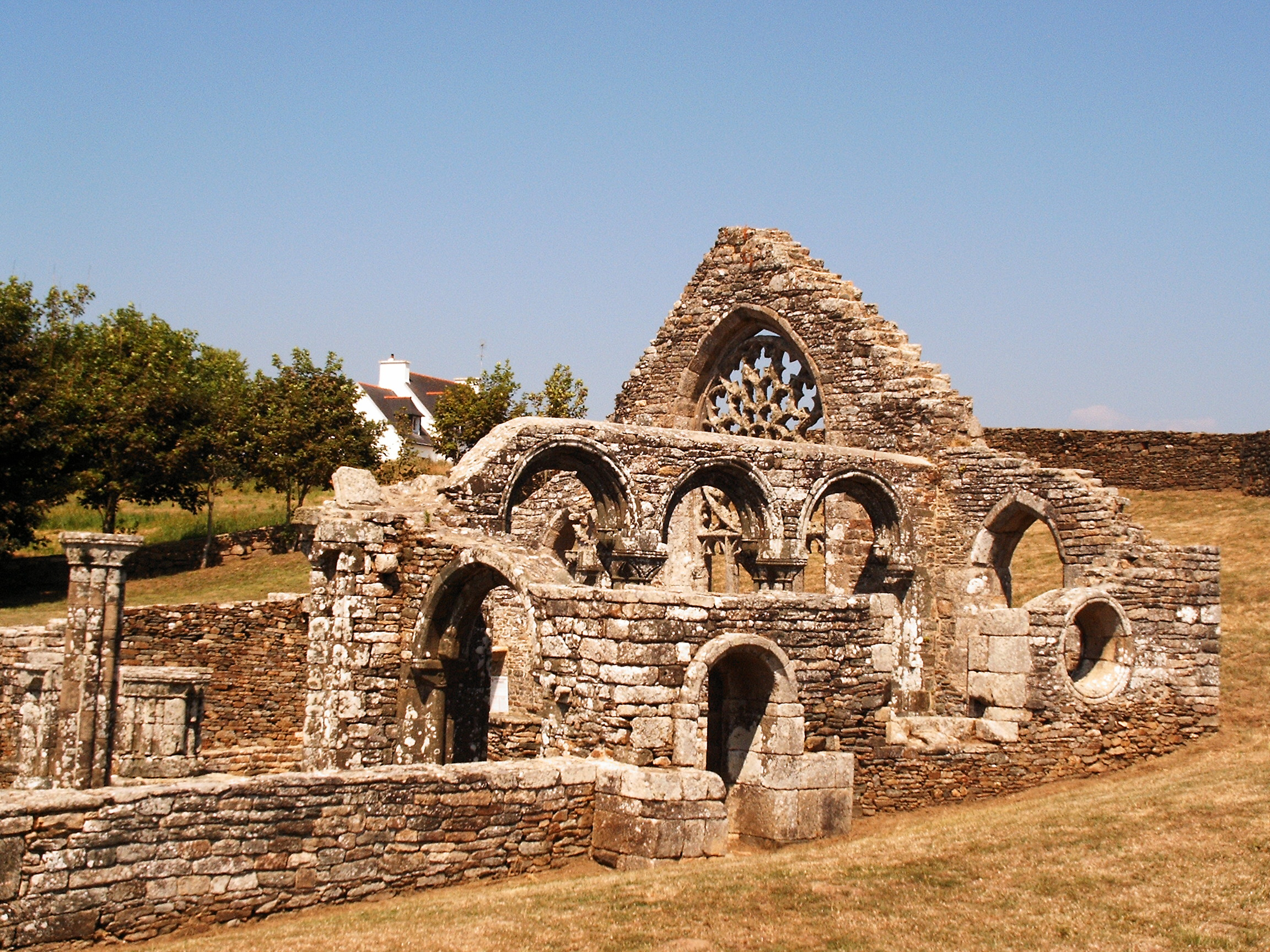

## Demografía
| 6396 | 6791 | 7325 | 7266 | 7374 | 7849 |
| Para los censos de 1962 a 1999 la población legal corresponde a la población sin duplicidades (Fuente: INSEE [Consultar]) |      |      |      |      |      |

## Hermanamientos
- Betanzos  España
- Schleiden  Alemania